# Generalmajor (Bundeswehr)
Generalmajor (izvirno nemško Generalmajor; okrajšava: GenMaj; kratica: GM) je generalski čin v Bundeswehru (v Deutsches Heeru in Bundesluftwaffe). v Bundesmarine mu ustreza čin kontraadmirala, medtem ko mu v specialističnih činih enaki:  (Bundeswehr) oz.  (Bundeswehr).
Nadrejen je činu brigadnega generala in podrejen činu generalporočnika. V sklopu Natovega STANAG 2116 spada v razred OF-7, medtem ko v zveznem plačilnem sistemu sodi v razred B7.
V skladu z zakonodajo je častnik povišan v čin generalmajorja po najmanj enoletnem opravljanju dolžnosti v činu polkovnika.
Generalmajor poveljuje diviziji. Prav tako lahko zaseda položaje na obrambnem ministrstvu oz. v vojaških poveljstvih (v Nemčiji oz. mednarodnih vojaških organizacijah).

## Oznaka čina
Oznaka čina je lahko:
- naramenska (epoletna) oznaka (za službeno uniformo): zlati hrastov venec in dve zlati zvezdi z zlato in barvno obrobo glede na rod oz. službo[6]
- naramenska (epoletna) oznaka (za bojno uniformo): zlati hrastov venec in dve zvezdi (barvna obroba je samo na spodnjem delu oznake).[7]

Oznaka čina generalmajorja Luftwaffe ima na dnu oznake še stiliziran par kril.
Galerija
- Naramenska epoletna oznaka (za službeno uniformo)
- Naramenska epoletna oznaka (za bojno uniformo)
- Osnovna oznaka čina Luftwaffe